# 곽준혁 (프로게이머)
곽준혁(2000년 9월 4일 ~)은 대한민국의 FC 온라인 프로게이머이다. 현재 KT 롤스터에서 활동하고 있다.

## 선수 생활
2020년, WCG를 통해서 커리어를 시작했다.

### 2022년 아시안 게임
2022년 아시안 게임 피파 온라인 4 종목 국가대표 후보 선발전에 참가하여 2위를 달성, 김병권과 함께 국가대표 후보로 선발되었다.
2023년 5월 24일, 2022년 아시안 게임 국가대표 최종 파견후보자로 선발되어, 국가대표 자격을 얻게 되었다.
2023년 8월 6일, 아시안 게임의 예선격의 대회인 로드 투 아시안 게임 2022에 참가하여 동아시아 그룹 우승을 달성했다.
2023년 9월 27일, 패자조 결승전에서 태국의 파타나삭 바라난에게 패하여 동메달로 아시안 게임을 마감하였다.

## 소속팀
| # | 팀명     | 소속 기간  | 소속 리그 | 비고 |
| - | -------- | ---------- | --------- | ---- |
| 1 | CrazyWin | 2020.08. ~ | EKL EKLC  |      |

## 수상 내역
- 월드 사이버 게임즈 2020 3위
- 2020 EACC 어텀 우승
- 2021 EACC 서머 공동 5위
- 2021 FECC 4강
- 2022년 아시안 게임 e스포츠 피파 온라인 4 대한민국 국가대표 후보 선발전 2위
- 2022 eK리그 챔피언십 시즌 1 3위
- 2022 eK리그 챔피언십 시즌 1 최우수 선수
- 2022 EACC 서머 준우승
- 2022 FECC 준우승
- 2022 FECC 득점왕
- 2022 eK리그 챔피언십 시즌 2 개인전 우승
- 2022 eK리그 챔피언십 시즌 2 팀전 우승
- 2023 EACC 스프링 대한민국 대표 선발전 우승
- 2023 EACC 스프링 우승
- 2023 eK리그 챔피언십 시즌 1 개인전 4위
- 2023 eK리그 챔피언십 시즌 1 팀전 준우승
- 2022 EACC 서머 우승
- 로드 투 아시안 게임 2022 피파 온라인 4 동아시아 그룹 우승
- 2022년 아시안 게임 e스포츠 FC 온라인 동메달(3위)